# Poperinge
Poperinge là một đô thị trong tỉnh Tây Flanders, Flemish Region, Bỉ. Đô thị này gồm thành phố Poperinge và các thị xã Krombeke, Proven, Reningelst, Roesbrugge-Haringe và Watou. Tại thời điểm ngày 1 tháng 1 năm 2006,, Poperinge có dân số 19.623 người. Tổng diện tích là 119,33 km² với mật độ dân số là 164 người trên mỗi km².
Thị trấn Poperinge tọa lạc khoảng 8 dặm Anh về phía tây của Ieper/Ypres. 
Ngoài trung tâm thành phố Poperinge, Đô thị này còn baogồm "deelgemeentes" Krombeke, Proven, Reningelst, Roesbrugge-Haringe và Watou.